# Reggenza di Aceh Barat
La reggenza di Aceh Barat (o, in italiano, reggenza di Aceh Occidentale) è una reggenza (in indonesiano: kabupaten) dell'Indonesia, situata nella provincia di Aceh.
Il capoluogo della reggenza è Meulaboh.